# White Lady White Powder
White Lady White Powder è un brano composto ed interpretato dall'artista britannico Elton John; il testo è di Bernie Taupin.

## La melodia e il testo
Proveniente dall'album del 1980 21 at 33 (del quale costituisce la quinta traccia), si caratterizza come una canzone ritmata; la melodia è di stampo soft rock ma è caratterizzata da toni decisamente pop. Degne di nota risultano essere le chitarre e il pianoforte di Elton, che apre la canzone e ne caratterizza alcune brevi parti strumentali. Fondamentali ai cori anche Don Henley, Glenn Frey e Timothy B. Schmit, membri della rockband degli Eagles.
Il testo (letteralmente Donna In Bianco, Polverina Bianca), scritto da Bernie Taupin, riguarda ovviamente la cocaina. Il protagonista del brano ama una donna la quale è solita assumere cocaina; si fa allora coinvolgere anch'egli in questo giro. White Lady White Powder potrebbe essere allora concepita come una canzone ironica, dato che Elton John stesso era solito assumere cocaina fino alla fine degli anni Ottanta e alla successiva riabilitazione del 1990. È uno dei rarissimi pezzi della discografia eltoniana menzionante un tipo di droga.